# Pelargonium insularis
Pelargonium insularis är en näveväxtart som beskrevs av Gibby och A. G. Mill.. Pelargonium insularis ingår i släktet pelargoner, och familjen näveväxter. Inga underarter finns listade i Catalogue of Life.